# Black Suits Comin' (Nod Ya Head)
Black Suits Comin' (Nod Ya Head) è un singolo del rapper statunitense Will Smith, pubblicato l'11 giugno 2002 come primo estratto dal terzo album in studio Born to Reign.

## Descrizione
Il singolo fa parte della colonna sonora del film Men in Black II, dove Smith è anche protagonista.

## Tracce
CD Single
1. Black Suits Comin' (Nod Ya Head) (Album Version) – 4:20
2. MIB2 Remix – 3:45

CD Maxi
1. Black Suits Comin' (Nod Ya Head) (Album Version) – 4:20
2. MIB2 Remix – 3:45
3. Nod Ya Head (The Remix) – 3:45
4. Black Suits Comin' (Nod Ya Head) (Instrumental) – 4:21

12 Vynil
1. Black Suits Comin' (Nod Ya Head) (Radio Edit) – 3:50
2. Black Suits Comin' (Nod Ya Head) (Album Version) – 4:20
3. Black Suits Comin' (Nod Ya Head) (Instrumental) – 4:21
4. Nod Ya Head (The Remix) – 3:45
5. MIB2 Remix – 3:45
6. Black Suits Comin' (Nod Ya Head) (A Cappella) – 4:06

## Classifiche
| Chart (2002)      | Peak position |
| ----------------- | ------------- |
| Canada            | 16            |
| UK                | 3             |
| Billboard Hot 100 | 77            |